# Топтон (Пенсилванија)
Топтон (енгл. Topton) град је у америчкој савезној држави Пенсилванија.

## Демографија
По попису из 2010. године број становника је 2.069, што је 121 (6,2%) становника више него 2000. године.
| Група             | 2000.         | 2010.         |
| Белци             | 1.910 (98,0%) | 1.979 (95,7%) |
| Афроамериканци    | 1 (0,1%)      | 12 (0,6%)     |
| Азијати           | 4 (0,2%)      | 1 (0,0%)      |
| Хиспаноамериканци | 23 (1,2%)     | 58 (2,8%)     |
| Укупно            | 1.948         | 2.069         |